# Vilho Väisälä
Vilho Väisälä, bis 1906 Vilho Weisell, (* 28. September 1889 in Kontiolahti, Finnland; † 12. August 1969 in Helsinki) war ein finnischer Meteorologe und Unternehmer.

## Leben und Werk
Er wurde als sechstes von acht Kindern des Johannes Weisell, Angestellter eines Sägewerks in Utra (heute Teil von Joensuu), und der Emma Birgitta Jääskeläinen geboren. Der Vater starb bereits 1904, und die Mutter, die 1906 die finnische Schreibweise des Familiennamens annahm, zog die fünf noch minderjährigen Kinder allein auf. Trotzdem konnten die drei jüngsten, Vilho, Yrjö und Kalle, die Universität besuchen und eine akademische Laufbahn einschlagen.
Vilho Väisälä besuchte zunächst das klassische Lyzeum in Joensuu und studierte ab 1908 an der Universität Helsinki Mathematik, Physik und Astronomie. Nach dem Abschluss der Studien nahm er eine Stellung am Meteorologischen Institut in Helsinki an. Seine Aufgabe war es, das Erdmagnetfeld in verschiedenen Teilen Finnlands zu vermessen. 1916 wurde ihm die Leitung der aerologischen Drachenstation Ilmala übertragen. Obwohl er sich 1917 auf dem Gebiet der Mathematik (bei Ernst Lindelöf) promovierte, war seine Hinwendung zur Meteorologie vollzogen. 1919 wurde er zum Direktor der aerologischen Abteilung des Meteorologischen Instituts ernannt. 1920 unternahm er eine ausgedehnte Studienreise, die ihn an die Universität Göttingen, an das damals modernste aerologische Observatorium in Lindenberg bei Berlin und nach Bergen in Norwegen zu Vilhelm Bjerknes führte. 1926 wurde er Dozent an der Universität Helsinki. Die Drachenstation in Ilmala entwickelte sich unter Väisäläs Leitung in ein repräsentatives aerologisches Observatorium. Er konstruierte nun auch meteorologische Instrumente.
Im März 1931 ging eine der frühen Radiosonden des sowjetischen Meteorologen Pawel Moltschanow (1893–1941) in Finnland nieder. Väisälä untersuchte das Gerät und beschloss es weiterzuentwickeln. Bereits am 30. Dezember 1931 schaffte er den ersten erfolgreichen Start seiner eigenen Radiosonde. Bis 1935 vervollkommnete er das Instrument, bevor er es den Fachkollegen vorstellte. Als ihm im Frühjahr 1936 mit der Radiosonde „RS 11“ ein marktreifes Produkt zur Verfügung stand, gründete er die Firma Vilho Väisälä Oy. Nachdem die Firma von 1944 bis 1955 den Namen Mittari getragen hatte, wurde sie endlich in Vaisala umbenannt.
Im April 1945 war eine deutsche automatische Wetterfunkstation auf einer Schäre nahe Åland gefunden worden. Diese WFL-Geräte waren konzipiert, selbständig Wetterdaten zu ermitteln, und die jeweilige Temperatur, den Luftdruck und die Windgeschwindigkeit an den Wetterdienst der Kriegsmarine zu funken. Das WFL mit dem Tarnnamen Landjäger war von zwei finnischen Vogeljägern aufgefunden und zur sowjetischen Kommandantur in Mariehamn verbracht worden. Die sowjetischen Behörden, die zu dieser Zeit über alle militärischen Belange in Finnland zu verfügen hatten, ließen Väisälä nach Mariehamn kommen, um das Wetterfunkgerät gemeinsam mit sowjetischen Experten zu untersuchen.
Von 1948 bis 1956 war Väisälä Professor für Meteorologie an der Universität Helsinki. Bis zu seinem Tod im Jahre 1969 blieb er auch Präsident von Vaisala. Zu diesem Zeitpunkt hatte das Unternehmen bereits seine 500.000ste Radiosonde produziert.
Vilho Väisälä war seit 1912 verheiratet mit Aino Maria Fredrika Blomqvist, mit der er zwei Kinder hatte. Nachdem seine Frau 1954 verstorben war, schloss er 1955 die Ehe mit Anna Maria Immonen.

## Würdigungen
Nach Vilho Väisälä und David Brunt (1886–1965) wurde die Brunt-Väisälä-Frequenz benannt, mit der ein vertikal ausgelenktes Masseelement in einem statischen System oszilliert. 
Der Asteroid (2803) Vilho trägt seit 1983 den Vornamen des finnischen Meteorologen.
Seit 1985 wird der Professor Vilho Väisälä Award von der WMO für herausragende meteorologische Forschungsarbeiten insbesondere in Zusammenhang mit Beobachtungsmethoden und Messinstrumenten vergeben. 2004 beschloss der Exekutivrat der WMO die Auslobung eines zweiten Professor Vilho Väisälä Awards für Arbeiten mit meteorologischen Geräten in Entwicklungs- und Schwellenländern.

## Schriften (Auswahl)
- Die atmosphärische Trübung im Sommer 1912 in Finnland, Suomalaisen Tiedeakatemian Kustantama, Helsinki 1918
- Bestrebungen und Vorschläge zur Entwicklung der radiometeorographischen Methoden: Eine vorläufige Mitteilung, Akad. Buchh., Helsinki 1932
- Eine neue Radiosonde, Akad. Buchh., Helsinki 1936
- Radiation effects influencing temperature measurements by means of radiosondes in the stratosphere, Suomalainen Tiedeakatemia, Helsinki 1967